# أرز بالحليب
الأرز بالحليب أو الأرز باللبن أو البحتة هو طبق يتكون أساسًا من الأرز، والماء أو الحليب، بالإضافة إلى مكونات أخرى كالقرفة والزبيب. قد يقدَّم على أنه طبق حلوى أو وجبة الغداء الرئيسية؛ حيث يضاف إليه السكر في حال كان حلوى، يشتهر بكونه من الحلويات في مناطق الدول العربية وتركيا.

## المعلومات الغذائية
تحتوي وجبة الرز بحليب الدايت (200غ تقريباً)، بحسب موقع شهية، على المعلومات الغذائية التالية:
- السعرات الحرارية: 207
- الدهون: 4
- الدهون المشبعة: 3
- الكوليسترول: 16
- الكربوهيدرات: 34
- البروتينات: 8